# London-Ouest
Pour les articles homonymes, voir London.
Pour la circonscription provinciale, voir London-Ouest (circonscription provinciale).
Circonscription électorale fédérale du Canada
London-Ouest est une circonscription électorale fédérale canadienne située en Ontario.

## Géographie
La circonscription est située dans le sud de l'Ontario. La circonscription se limite à une partie de l'ouest de la ville de London.
Les circonscriptions limitrophes sont Middlesex—London, London-Centre, London—Fanshawe et Elgin—St. Thomas—London-Sud.
En 2015, les circonscriptions limitrophes étaient Elgin—Middlesex—London, London—Fanshawe, London-Centre-Nord et Lambton—Kent—Middlesex.

## Historique
La circonscription de London-Ouest en 1966 à partir des circonscriptions de London, Middlesex-Est et Middlesex-Ouest.
Lors du redécoupage électoral de 2022-2023, la circonscription perd son territoire au nord du chemin Fanshawe Park Est intégré à la circonscription de Middlesex—London et son territoire à l'est du chemin Wharncliffe Sud intégré à la circonscription de London-Centre.

## Députés
| Législature                                                    | Années        | Député           | Parti | Parti                     |
| -------------------------------------------------------------- | ------------- | ---------------- | ----- | ------------------------- |
| London-Ouest issue de London, Middlesex-Est et Middlesex-Ouest |               |                  |       |                           |
| 28e                                                            | 1968–1972     | Judd Buchanan    |       | Libéral                   |
| 29e                                                            | 1972–1974     | Judd Buchanan    |       | Libéral                   |
| 30e                                                            | 1974–1979     | Judd Buchanan    |       | Libéral                   |
| 31e                                                            | 1979–1980     | Judd Buchanan    |       | Libéral                   |
| 32e                                                            | 1980–1980     | Judd Buchanan    |       | Libéral                   |
| 32e                                                            | 1981-1984     | Jack Burghardt   |       | Libéral                   |
| 33e                                                            | 1984–1988     | Tom Hockin       |       | Progressiste-conservateur |
| 34e                                                            | 1988–1993     | Tom Hockin       |       | Progressiste-conservateur |
| 35e                                                            | 1993–1997     | Sue Barnes       |       | Libéral                   |
| 36e                                                            | 1997–2000     | Sue Barnes       |       | Libéral                   |
| 37e                                                            | 2000–2004     | Sue Barnes       |       | Libéral                   |
| 38e                                                            | 2004–2006     | Sue Barnes       |       | Libéral                   |
| 39e                                                            | 2006–2008     | Sue Barnes       |       | Libéral                   |
| 40e                                                            | 2008–2011     | Ed Holder        |       | Conservateur              |
| 41e                                                            | 2011–2015     | Ed Holder        |       | Conservateur              |
| 42e                                                            | 2015–2019     | Kate Young       |       | Libéral                   |
| 43e                                                            | 2019–2021     | Kate Young       |       | Libéral                   |
| 44e                                                            | 2021–2025     | Arielle Kayabaga |       | Libéral                   |
| 45e                                                            | 2025–en cours | Arielle Kayabaga |       | Libéral                   |

## Résultats électoraux
|       | Candidat            | Parti             | # de voix | % des voix |
|       | (X) Ed Holder       | Conservateur      | +24 036,  | 35,33 %    |
|       | Kate Young          | Libéral           | +31 167,  | 45,82 %    |
|       | Matthew Rowlinson   | NPD               | +10 087,  | 14,83 %    |
|       | Dimitri Lascaris    | Vert              | +01 918,  | 2,82 %     |
|       | Michael Lewis       | Communiste        | +00087,   | 0,13 %     |
|       | Jacques Y. Boudreau | Parti libertarien | +00732,   | 1,08 %     |
| Total | Total               | Total             | 68 027    | 100 %      |

|       | Candidat                     | Parti        | # de voix | % des voix |
|       | (x) Ed Holder                | Conservateur | +27 675,  | 44,49 %    |
|       | Doug Ferguson (en)           | Libéral      | +16 652,  | 26,77 %    |
|       | Peter Lawrence Ferguson (en) | NPD          | +16 109,  | 25,9 %     |
|       | Brad Arthur Corbett          | Vert         | +01 703,  | 2,74 %     |
|       | Rod Morley                   | Indépendant  | +00065,   | 0,1 %      |
| Total | Total                        | Total        | 62 204    | 100 %      |

|       | Candidat                     | Parti        | # de voix | % des voix |
|       | Ed Holder                    | Conservateur | +22 556,  | 39,09 %    |
|       | (x) Sue Barnes               | Libéral      | +20 435,  | 35,42 %    |
|       | Peter Lawrence Ferguson (en) | NPD          | +08 409,  | 14,57 %    |
|       | Monica Jarabek               | Vert         | +05 601,  | 9,71 %     |
|       | Leslie Bartley               | Héritage     | +00253,   | 0,44 %     |
|       | Steve Hunter                 | Progressiste | +00443,   | 0,77 %     |
| Total | Total                        | Total        | 57 697    | 100 %      |